# Karao
Le karao (ou karaw) est une langue austronésienne parlée dans la municipalité de Bokod, dans la province de Benguet, située dans l'île de Luzon, aux Philippines.

## Classification
Le karao est une langue malayo-polynésienne occidentale du groupe des langues philippines. À l'intérieur de ces dernières, il appartient au sous-groupe des langues luzon du Nord.
Il est proche du pangasinan, de l'ibaloy et de l'ilongot.

## Phonologie
Les tableaux présentent les phonèmes du karao.

### Voyelles
|         | Antérieure | Centrale | Postérieure |
| ------- | ---------- | -------- | ----------- |
| Fermée  | i [i]      |          |             |
| Moyenne |            | ʌ [ʌ]    | o [o]       |
| Ouverte |            | a [a]    |             |

### Consonnes
|              |              | Bilabiales | Dentales | Alvéolaires | Alvéolaires | Postalv. | Dorsales | Dorsales | Uvulaires | Glottales |
| ------------ | ------------ | ---------- | -------- | ----------- | ----------- | -------- | -------- | -------- | --------- | --------- |
| Centrales    | Latérales    | Bilabiales | Dentales | Palatales   | Vélaires    | Postalv. |          |          | Uvulaires | Glottales |
| Occlusives   | Sourde       | p [p]      |          | t [t]       |             |          |          | k [k]    | q [q]     | ʔ [ʔ]     |
| Occlusives   | Sonore       | b [b]      |          | d [d]       |             |          |          | g [g]    |           |           |
| Affriquée    | Sourde       |            |          |             |             | č [t͡ʃ]   |          |          |           |           |
| Affriquée    | Sonore       |            |          |             |             | j [ d͡ʒ]  |          |          |           |           |
| Fricative    | Fricative    | ɸ [ɸ]      | θ [θ]    | s [s]       |             |          |          |          | χ [χ]     |           |
| Nasale       | Nasale       | m [m]      |          | n [n]       |             |          |          | ŋ [ŋ]    |           |           |
| Liquide      | Liquide      |            |          | r [ɾ]       | l [l]       |          |          |          |           |           |
| Semi-voyelle | Semi-voyelle | w [w]      |          |             |             |          | y [j]    |          |           |           |

## Sources
- (en) Himes, Ronald S., The Southern Cordilleran Group of Philippine Languages, Oceanic Linguistics, 37:1, pp. 120-177, 1998.